# Gliese 412
Gliese 412 is een dubbelster met een magnitude van +8,78 en +14,48 in het sterrenbeeld Grote Beer bestaande uit twee type M rode dwergen. Het stelsel heeft een hoge eigenbeweging van 4,5 boogseconden per jaar.